# 코모에 국립공원

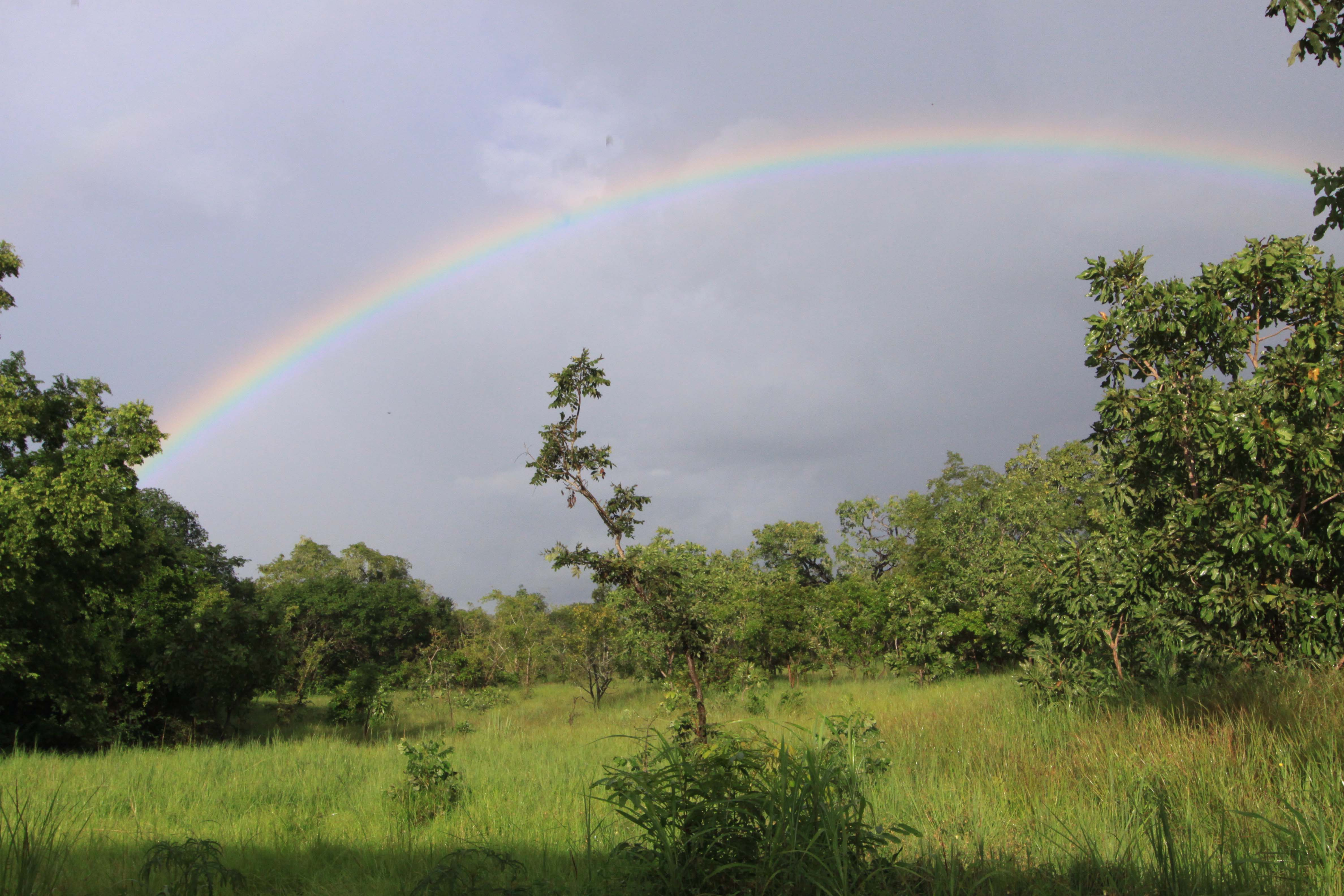

코모에 국립공원(Comoé National Park, 프랑스어: Parc national de la Comoé)은 코트디부아르 북동부의 잔잔구(Zanzan) 및 사반구 (코트디부아르)(Savanes) 지역에 위치한 생물권 보호지역이자 유네스코 세계유산이다. 면적이 11,500평방 킬로미터(4,400평방 마일)에 달하는 서아프리카에서 가장 큰 보호 지역이며, 습한 기니 사바나에서 건조한 수단 지역까지 이어진다. 이 가파른 기후 남북 경사 덕분에 공원은 놀랄 만큼 다양한 생물이 서식하는 다양한 서식지를 보유할 수 있다. 일부 동식물 종은 다양한 사바나 유형, 갤러리 숲, 강기슭 초원, 암석 노두 또는 숲 섬에서 마지막 보호구역을 찾기도 한다.
이 공원은 일반적으로 더 남쪽에서만 발견되는 원시 열대 우림 지역을 포함하여 코모에 강 주변에 존재하는 다양한 식물로 인해 처음에 세계 문화 유산으로 추가되었다. 두 개의 큰 강 사이에 있는 잘 침식된 평원인 이 지역의 토지는 상대적으로 불모의 토양과 주변 지역보다 풍부한 생물 다양성에 적합한 습기 체계의 본고장이다. 2003년에는 밀렵, 관리 부재, 가축에 의한 과도한 방목 등으로 인해 위험에 처한 세계유산 목록에 추가되었으며, 이는 제1차 코트디부아르 내전 발발 이후 더욱 심화되었다. 제41차 세계유산위원회 회의(크라쿠프, 2017년 7월 2~12일)에서는 코모에 국립공원의 동물군과 서식지 보존 개선에 따라 위험에 처한 세계유산 목록에서 제외하기로 결정했다.